# Peter Ritter
Peter Ritter (Mannheim, 2 de juliol de 1763 - Mannheim, 1 d'agost de 1846) fou un violoncel·lista i compositor, nebot de Georg Ritter Wenzel.
Va estudiar violoncel amb Innozenz Danzi i composició amb Georg Joseph Vogler. El 1776 va fer la seva primera gira de concerts, mentre que l'estrena de la seva primera simfonia va tenir lloc el 1779, amb els arranjaments de Vogler, per a un quartet de corda que es publicarà al volum 3 de les Betrachtungen der Mannheimer Tonschule l'any següent. Quan la cort es traslladà a Múnic el 1778, Ritter es va unir a l'Orquestra de l'Òpera de Mannheim, i en va esdevenir el seu violoncel·lista principal el 1784. També va començar a compondre per al teatre: el seu primer singspiel primer va ser representat el 1788. Va estrenar moltes òperes durant els anys d'empobriment de la invasió francesa. Va ser nomenat concertino el 1801 i el 3 de novembre de 1803 Kapellmeister de l'orquestra (ara sota el control del Gran Ducat de Baden) amb el director de la música Ignaz Franzl. Ritter era l'encarregat de dirigir l'òpera, que en un principi dirigia des de la seva posició de violoncel.
Fins a la seva jubilació el 1823 va portar a terme les seves funcions al Teatre Nacional de Mannheim, només interrompuda per poques gires de concerts. Fou un incansable defensor de la vida musical de la ciutat i va esdevenir president del Mannheimer Kunstverein (Societat de Mannheim de les Arts) fundada el 1833. Es va casar amb Katharina Baumann, l'actriu de Mannheim admirada per Friedrich von Schiller.

## Obres
- Obres a la biblioteca digital alemanya: «Peter Ritter».   Deutsche Digitale Bibliothek. Arxivat de l'original el 2018-10-16. [Consulta: 16 octubre 2018].